# 74th Street / Broadway (métro de New York)
74th Street / Broadway est une station aérienne du métro de New York située dans le quartier de Jackson Heights dans le Queens. Elle est située sur l'IRT Flushing Line (métro violet/ligne 7) issue de l'ancienne Interborough Rapid Transit Company (IRT).
Au total, cinq services y circulent (voir Jackson Heights - Roosevelt Avenue pour E, F, R, M).
- les métros 7, E et F y transitent 24/7 ;
- les métros R s'y arrêtent tout le temps sauf la nuit (late nights) ;
- les métros M s'y arrêtent en semaine sauf la nuit (late nights).